# أورام ظهارية ليفية
الأَورام الظِهارية الليفيّة (بالإنجليزية: Fibroepithelial neoplasms) هي أورام ثُنائية الطَور، تتكون مِن نسيج طلائي وَنَسيج سَدَوي أو لحمة متوسطة، ومن الممكن أن تكون حميدة أو خبيثة، ومِنها:
- ورم برينر في المبيض.
- الورم الغدي الليفي في الثدي.
- الورم ورقي الشكل في الثدي.

## روابط خارجية
- derm/346 في موقع إي ميديسين